# La chiocciola (film)
La chiocciola è un film del 2023 scritto e diretto da Roberto Gasparro. È il primo film italiano ad affrontare la tematica degli hikikomori, fenomeno sociale che induce diverse persona a limitare o ridurre la propria vita sociale, spesso ricorrendo a livelli estremi di isolamento e confinamento.

## Trama
Torino. Vittoria, 15 anni, è chiusa volontariamente nella sua stanza da diversi giorni. Interrotto ogni contatto con il mondo esterno, trascorre tutte le sue giornate al suo interno. La madre, Stefania, influencer di successo, non si da pace e non sa più cosa inventarsi quando un insegnante della figlia le telefona per sapere perché la ragazza non frequenta più la scuola. Sul lavoro la donna è costantemente agitata e il suo rapporto con la sua assistente Ester, si sta man mano deteriorando. I rapporti con la figlia sono ormai inesistenti, soprattutto da quando il padre se ne è andato via. Nei suoi confronti infatti, è spesso stata ingombrante: l'ha iscritta a esclusivi corsi di nuoto agonistico e tennis e le ha fatto fare dei video per la sua società.
L'unica persona di cui Vittoria si fida è suo nonno Francesco, che vive isolato nella natura in un paesino del Cilento, impegnato nella difesa della biodiversità. Francesco inoltre, ha trascorso molto tempo nella tribù dei Nativi Americani da cui ha preso spunto da alcune delle loro tecniche dell'agricoltura. L'uomo, che cerca di mettersi in contatto con la nipote in ogni modo, non riceve però più nessuna risposta alle sue lettere e così decide di raggiungerla a Torino per portarla via con sé.

## Produzione
Prodotto da 35mm Produzioni in collaborazione con Film Commission Torino Piemonte, il film è stato girato a Torino ed a Cuccaro Vetere.

## Colonna sonora
La colonna sonora è stata composta, orchestrata e diretta da Carmine Padula.

## Distribuzione
Il film è uscito nelle sale cinematografiche italiane il 5 dicembre 2023.

## Riconoscimenti
- Festival internazionale del cinema di Salerno 2023 - Miglior Film Italiano in concorso.